# Милорадович, Михаил Андреевич
Граф Михаи́л Андре́евич Милора́дович (1 (12) октября 1771, Полтавская губерния, Российская империя — 14 (26) декабря 1825, Санкт-Петербург, Российская империя) — русский генерал от инфантерии (1809), один из военачальников русской армии во время Отечественной войны 1812 года, санкт-петербургский военный генерал-губернатор (1818—1825) и член Государственного совета с 1818 по 1825 год. Был смертельно ранен во время восстания декабристов 14 (26) декабря 1825 года.

## Биография

### Юность
Михаил Андреевич родился 1 октября 1771 года. По мнению историков «родился он вроде бы на Украине. По крайней мере в формулярном списке штаба Отдельного гвардейского корпуса указано, что Милорадович происходил „из дворян Полтавской губернии“»; «в Полтавской губернии на Украине». Сам Милорадович считал своей родиной и своим главным имением село Вороньки в Полтавской губернии (по современному административному делению это село находится в Черниговской области, на границе с Полтавской областью). Это село Екатерина II подарила его отцу за победы в войне с турками.
По линии отца происходил из сербского дворянского рода Милорадовичей-Храбреновичей из Герцеговины и приходился правнуком Михаилу Ильичу Милорадовичу, сподвижнику Петра I, которого Пётр I заключил в Петропавловскую крепость в 1723—1725 годах по делу о гетмане Полуботке и «Коломацких петициях». По линии матери происходил из рода украинских казацких полковников.
- Отец Михаила Андреевича, генерал-поручик Андрей Степанович Милорадович, был наместником Малороссии в 1779—1783 годах, после разделения Малороссии на губернии был Черниговским наместником, дружил с Суворовым и Кутузовым, с которыми воевал против турок. Нередко у него гостил Потёмкин.

Мать Михаила Андреевича, Мария Андреевна Горленко, была правнучкой прилуцкого полковника Дмитрия Лазаревича Горленко, который в 1705 году был наказным гетманом при Иване Мазепе во время Северной войны против шведов. Её отцом был Андрей Андреевич Горленко, последний Полтавский полковник Войска Запорожского, в российской армии имел чин бригадира. Её дядей по отцу был Иоаким Андреевич Горленко, который в 1745—1748 годах был наместником старейшей в России Троице-Сергиевой Лавры.
Отец Милорадовича попросил Екатерину II вместо предназначенного ему ордена записать сына в лейб-гвардии Измайловский полк, что и было сделано. Поэтому в 1787 году (в 16 лет) Милорадович уже имел чин прапорщика, а генералом стал в 27 лет. В 1783—1787 годах (то есть в возрасте 12—16 лет) обучался в университетах Германии и Франции вместе со своим двоюродным братом Григорием Петровичем Милорадовичем. Братья изучали французский и немецкий языки, арифметику, геометрию, историю, архитектуру, юриспруденцию, рисование, музыку и фехтование, военные науки: фортификацию, артиллерию и военную историю. Они учились в Кёнигсбергском университете (где среди их учителей был философ И. Кант), в Гёттингене, затем для усовершенствования военных знаний отправились в Страсбург и Мец.
Историк Сергей Глинка писал, что после окончания университетов Милорадович «возвратясь при Екатерине из-за границы, он заказал себе триста шестьдесят пять фраков; все тогдашние щёголи напали на него, и он уехал в свою малороссийскую деревню».

### Первый период военной карьеры
4 апреля 1787 г. а произведён в прапорщики Измайловского лейб-гвардии полка. В чине поручика участвовал в Русско-шведской войне 1788—1790 гг. 1 января 1790 г. произведён в поручики, 1 января 1792 г. — в капитан-поручики, 1 января 1796 г. — в капитаны, 16 сентября 1797 года — в полковники того же полка. С 27 июля 1798 г. — генерал-майор и шеф Апшеронского мушкетёрского полка. Осенью 1798 года со своим полком вошёл в пределы союзной России Австрии, весной следующего года был уже в Италии. Участвовал в Итальянском и Швейцарском походах; всегда шёл в атаку впереди своего полка, и не раз его пример оказывался решающим для исхода боя. Так, 14 апреля 1799 г. при селении Лекко последовал кровавый бой, в котором Милорадович обнаружил необычайную находчивость, быстроту и храбрость — отличительные свойства его дарований, развившихся ещё сильнее в школе А. В. Суворова. Суворов полюбил Милорадовича и назначил его дежурным генералом, то есть сделал его приближённым к себе человеком, и не упускал случая предоставлять ему возможность отличаться в бою.
По возвращении в Россию Милорадович со своим полком стоял на Волыни. В 1805 в составе сил антинаполеоновской коалиции возглавил один из отрядов, направленных на помощь австрийцам. За проявленные качества получил чин генерал-лейтенанта и другие награды. Принимал участие в сражении при Аустерлице. В русско-турецкой войне 1806—1812 гг. — командир корпуса, который 13 декабря 1806 г. освободил от турок Бухарест, в 1807 г. нанёс им поражение в сражениях при Турбате и Обилешти. 29 сентября 1809 г. за победу при Рассевате был произведён в генералы от инфантерии. В апреле 1810 г. назначен Киевским военным губернатором. В сентябре 1810 г. уволен в отставку по прошению, но 20 ноября того же года вновь принят на службу и назначен шефом Апшеронского полка, а 12 декабря — киевским военным губернатором.

### Киевский военный губернатор
Пребывание Милорадовича на посту Киевского военного губернатора было отмечено созданными им максимально комфортными условиями службы подчинённых ему чиновников, а также атмосферой необыкновенной толерантности и доброжелательности относительно киевского общества. Пышные балы, которые Милорадович давал в Мариинском дворце Киева, куда публика нередко являлась в национальных костюмах, до сих пор остаются городской легендой.
9 июля 1811 года на киевском Подоле начался разрушительный пожар, уничтоживший почти весь нижний город. Основная часть подольских строений была деревянной, поэтому количество жертв и масштаб разрушений, причинённых стихийным бедствием, был огромен. Военный губернатор лично руководил тушением пожара. Вечерами он возвращался домой в шляпе с обгоревшим плюмажем. Через неделю после пожара Киевское губернское правление донесло Милорадовичу об огромных убытках: подольские мещане, ремесленники и купцы остались без крыши над головой и средств к существованию. 22 сентября 1811 года Милорадович отослал императору доскональный план выплат компенсаций погорельцам. Однако предложения Милорадовича не имели успеха у министров и были признаны неудобными к приведению их в действо и «несоответствующими благотворительному намерению государя императора».
Между тем киевляне штурмовали своего губернатора с требованием предоставления им немедленной помощи, собираясь в противном случае писать петицию с описанием их плачевного положения к самому императору. Милорадовичу стоило немалых усилий отговорить их от приведения в исполнение этого намерения. Неоднократные бесплодные попытки Милорадовича ускорить процесс решения в верхах судьбы киевских подолян закончились тем, что он обратился за помощью к частным лицам — киевскому дворянству, которое охотно оказало помощь, и таким образом кризис, возникший после стихийного бедствия, удалось преодолеть.
В июле 1812 года Милорадович получил письмо от Александра І, в котором ему поручалась мобилизация полков Левобережной, Слободской Украины и юга России для «расположения оных между Калугою, Волоколамском и Москвою».

### Отечественная война 1812 года
С 14 (26) августа 1812 года Милорадович в кампании против Наполеона Бонапарта, сформировал войсковой отряд для действующей армии, между Калугой, Волоколамском и Москвой. С этим отрядом присоединился у Гжатска к главным силам. 
В Бородинском сражении командовал правым крылом 1-й армии. Затем возглавил арьергард, сдержал войска французов, чем обеспечил отход всей русской армии. Главным качеством, снискавшим уважение среди своих солдат и противника, была храбрость, бесстрашие, граничащее с безрассудством. Его адъютант, поэт и писатель Фёдор Глинка оставил словесный портрет Милорадовича во время боя:
Вот он, на прекрасной, прыгающей лошади, сидит свободно и весело. Лошадь оседлана богато: чепрак залит золотом, украшен орденскими звёздами. Он сам одет щегольски, в блестящем генеральском мундире; на шее кресты (и сколько крестов!), на груди звезды, на шпаге горит крупный алмаз... Средний рост, ширина в плечах, грудь высокая, холмистая, черты лица, обличающие происхождение сербское: вот приметы генерала приятной наружности, тогда ещё в средних летах. Довольно большой сербский нос не портил лица его, продолговато-круглого, весёлого, открытого. Русые волосы легко оттеняли чело, слегка подчёркнутое морщинами. Очерк голубых глаз был продолговатый, что придавало им особенную приятность. Улыбка скрашивала губы узкие, даже поджатые. У иных это означает скупость, в нём могло означать какую-то внутреннюю силу, потому что щедрость его доходила до расточительности. Высокий султан волновался на высокой шляпе. Он, казалось, оделся на званый пир! Бодрый, говорливый (таков он всегда бывал в сражении), он разъезжал на поле смерти как в своём домашнем парке; заставлял лошадь делать лансады, спокойно набивал себе трубку, ещё спокойнее раскуривал её и дружески разговаривал с солдатами… Пули сшибали султан с его шляпы, ранили и били под ним лошадей;  он не смущался; переменял лошадь, закуривал трубку, поправлял свои кресты и обвивал около шеи амарантовую шаль, которой концы живописно развевались по воздуху.

Французы называли его русским Баярдом; у нас, за удальство, немного щеголеватое, сравнивали с французским Мюратом. И он не уступал в храбрости обоим
Именно Милорадович договорился с И. Мюратом о временном перемирии при оставлении русскими войсками Москвы. В сражении при Малоярославце не дал французам сразу опрокинуть русские войска. При преследовании наполеоновской армии арьергард генерала Милорадовича превратился в авангард русской армии.
22 октября (3 ноября) 1812 года состоялось сражение под Вязьмой авангарда русской армии под командованием генерала Милорадовича и донского атамана М. И. Платова (25 тыс. чел.) с 4 французскими корпусами (всего 37 тыс. чел.), окончившееся блестящей победой русских войск, в результате которого французы потеряли 8,5 тыс. чел. убитыми, ранеными и пленными. Русские потери составили около 2 тыс. чел.
Наибольшую известность и славу Милорадович приобрёл как один из самых опытных и умелых авангардных начальников русской армии, который успешно преследовал французов до границ Российской империи, а затем и в заграничном походе. За успешные действия своего корпуса Милорадович 9 февраля 1813 был пожалован званием генерала, состоящего при Особе Его Величества, и первым получил право носить на эполетах вензель императора Александра I. За умелое руководство войсками в заграничном походе именным высочайшим указом, от 1 мая 1813 года, генерал от инфантерии Михаил Андреевич Милорадович был возведён, с нисходящим его потомством, в графское Российской империи достоинство. В качестве девиза он избрал слова: «Прямота моя меня поддерживает». В битве под Лейпцигом в октябре 1813 года он командовал русской и прусской гвардиями. В марте 1814 года участвовал во взятии Парижа.
16 (28) мая 1814 года назначен командующим пешим резервом действующей армии, 16 ноября — командующим гвардейским корпусом.

### Санкт-Петербургский военный генерал-губернатор

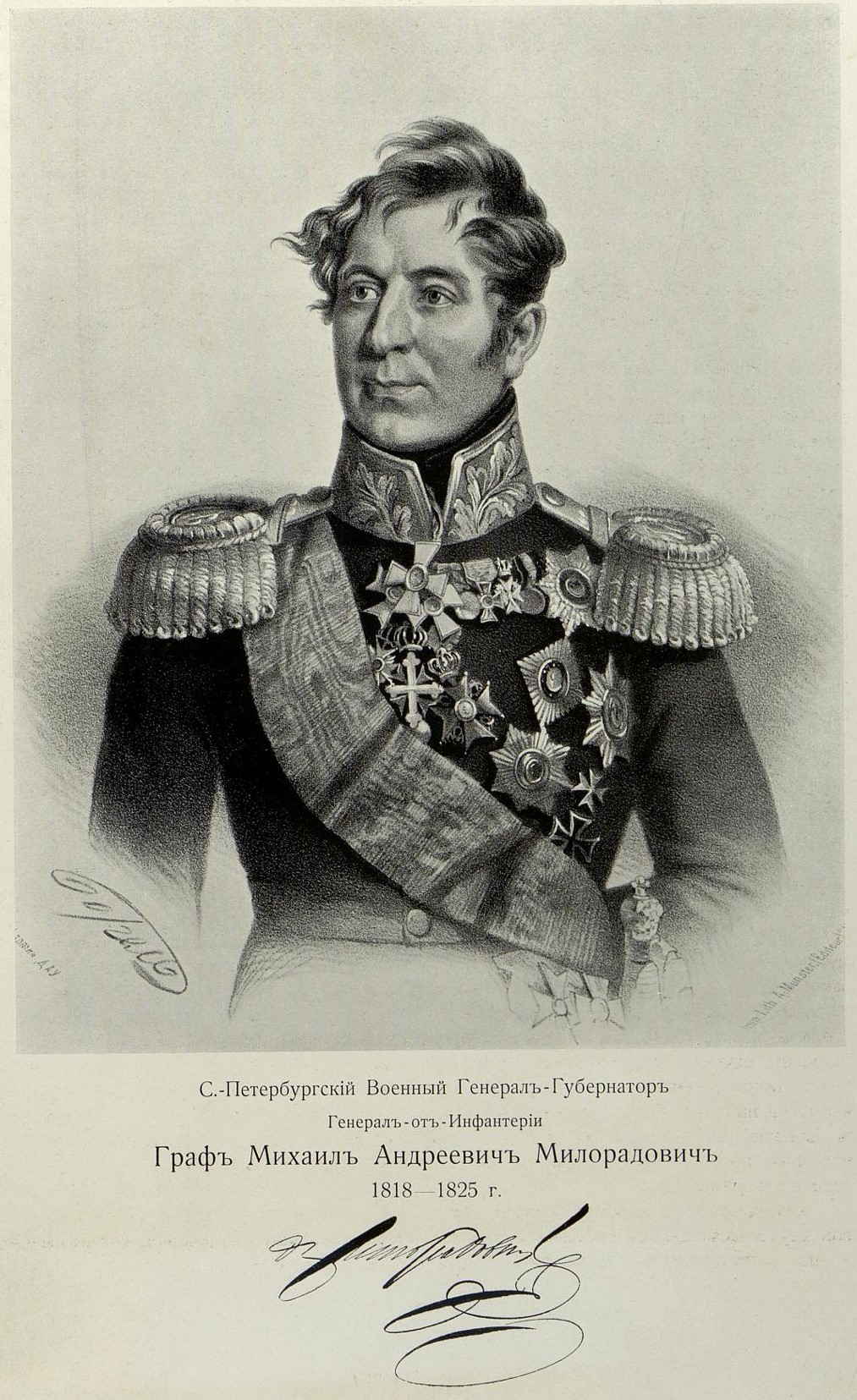
Портрет графа Михаила Андреевича Милорадовича. Рисунок XIX века.

Назначен 19 августа 1818 года санкт-петербургским военным генерал-губернатором, управляющим и гражданской частью, и членом Государственного совета. Чтобы изучить действующее законодательство, нанял профессора юриспруденции Кукольникова. За 8 дней до назначения А. Я. Булгаков писал брату в Москву: «Точно то, что Милорадович сюда военным генерал-губернатором, и он принимает поздравления уже и говорит: „Я истреблю воровство, как истреблял Неевы колонны в Красном“».
Круг обязанностей военного генерал-губернатора был очень широк, к тому же ему подчинялась и полиция города. Милорадович занялся улучшением состояния городских тюрем и положения заключенных, организовал антиалкогольную кампанию, уменьшив количество кабаков в городе и запретив устраивать в них азартные игры.
По рассказу доктора М. Лилиенталя, петербургский генерал-губернатор М. А. Милорадович, относившийся доброжелательно к евреям, смотрел сквозь пальцы на их проживание в столице, игнорируя существующий запрет. Когда чиновники указывали ему на незаконность этого, он отвечал: «Эти люди — самые преданные слуги государя, без них мы не победили бы Наполеона, и я не был бы украшен этими орденами за войну 1812 года». Возможно, что в этой передаче слова Милорадовича получили несколько гиперболический оттенок, но в основе их, несомненно, лежит убеждение этого видного деятеля Отечественной войны относительно важности услуг, оказанных в 1812 году евреями.
В 1820 году допрашивал А. С. Пушкина по поводу его антиправительственных стихов и фактически спас его от ссылки в Соловецкий монастырь или Сибирь. Был страстным театралом, с 1821 года возглавлял Комитет для составления нового проекта об управлении театрами.
Врачом генерала на протяжении многих лет был Василий Михайлович Буташевич-Петрашевский — отец будущего революционера М. В. Петрашевского.

### Восстание декабристов

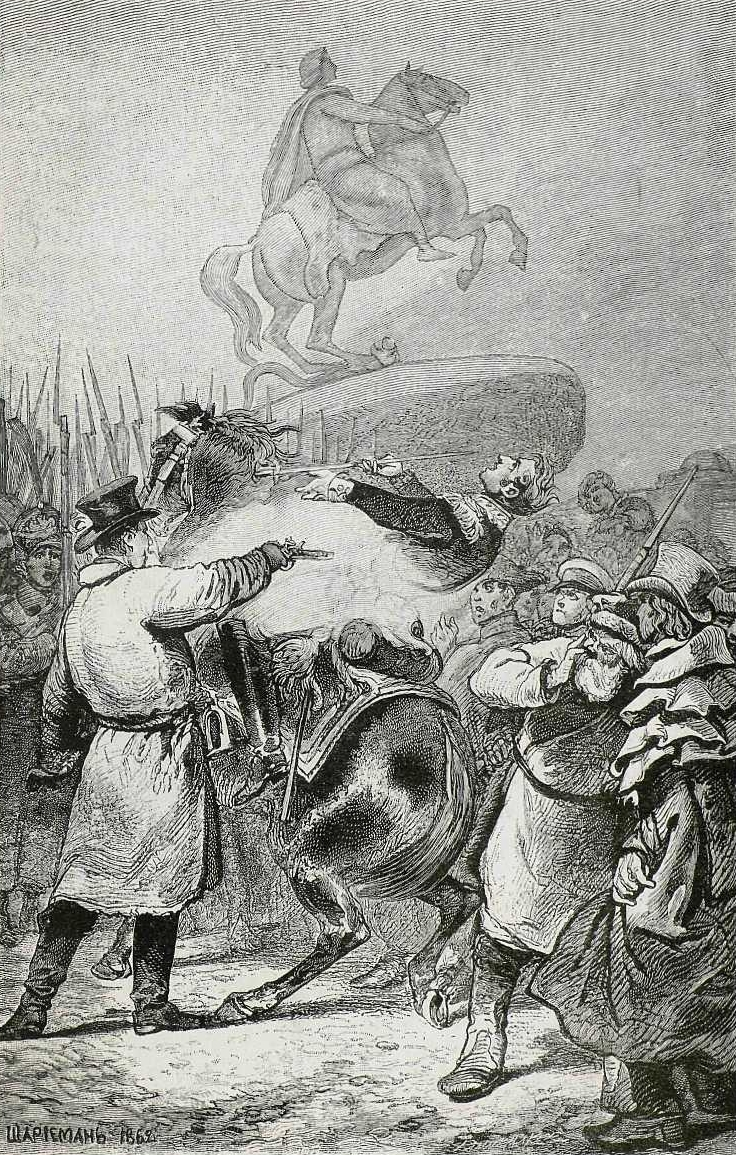
Нанесение смертельной раны Милорадовичу 14 декабря 1825 года. Гравюра с рисунка, принадлежащего Г. А. Милорадовичу.

Роковыми для Милорадовича оказались события 14 декабря 1825 года, когда после смерти императора Александра I Россия во время междуцарствия стала перед выбором следующего императора. Не желая, чтобы Николай I занял престол, и сознавая, что «у кого 60 000 штыков в кармане, тот может смело говорить», Милорадович потребовал и добился присяги Константину Павловичу.
Когда Константин отказался царствовать, и стало ясно, что царствовать будет всё-таки Николай, Милорадович перед самым 14 декабря в течение суток, вопреки прямому приказу Николая I, не арестовал никого из заговорщиков, фамилии которых оказались известны Николаю I из доносов и которым Александр I долго не давал хода. Во время восстания декабристов Милорадович в парадном мундире прибыл на Сенатскую площадь убеждать присягнувшие Константину мятежные войска образумиться и дать присягу Николаю. В тот день он получил две раны от заговорщиков: пулевую от Петра Каховского (выстрелом в спину или слева) и штыковую от князя Е. П. Оболенского. Пулевое ранение оказалось смертельным. Как отмечают современные исследователи, «… следствие не предприняло ни малейшей попытки к обнаружению орудий убийства — пистолетов Каховского и других подозреваемых — для их сопоставления с пулей, извлеченной из тела Милорадовича».
Когда, преодолевая боль, Милорадович разрешил врачам извлечь пулю, пробившую ему лёгкое и застрявшую под правым соском, рассмотрев её и увидев, что она выпущена из пистолета, он воскликнул: «О, слава Богу! Это пуля не солдатская! Теперь я совершенно счастлив!». Специальная насечка пули разрывала при прохождении ткани больше обычной. Умирающий Милорадович, собравшись с силами, пошутил: мол, жаль, что после сытного завтрака не смог переварить такого ничтожного катышка.
Перед самой смертью он продиктовал свою последнюю волю. Среди прочего там значилось: «Прошу Государя Императора, если то возможно, отпустить на волю всех моих людей и крестьян». Всего по завещанию Милорадовича были освобождены от крепостной зависимости порядка 1500 душ. Николай I написал об этом в письме брату:

Бедный Милорадович скончался! Его последними словами были распоряжения об отсылке мне шпаги, которую он получил от вас, и об отпуске на волю его крестьян! Я буду оплакивать его во всю свою жизнь; у меня находится пуля; выстрел был сделан почти в упор статским, сзади, и пуля прошла до другой стороны.— Письма Николая I родным
Погребён 21 декабря 1825 года в Духовской церкви Александро-Невской лавры, в 1937 году его прах и надгробие перенесены в Благовещенскую усыпальницу этой же лавры. Надпись на надгробии гласит: «Здесь покоится прах генерала от инфантерии всех российских орденов и всех европейских держав кавалера графа Михаила Андреевича Милорадовича. Родился 1771 года октября 1-го дня. Скончался от ран, нанесённых ему пулей и штыком на Исаакиевской площади декабря 14-го дня 1825 года в Санкт-Петербурге».
Исключен из списков умершим 25 декабря 1825 года.

### Частная жизнь
Официально женат не был. После гибели Милорадовича в его дворце нашли сундук, полный писем от влюблённых в него женщин.
Во время Отечественной войны 1812 года, когда имя Милорадовича было у всех на устах, в него были влюблены знаменитые женщины того времени:
- Французская писательница (которая выступала против Наполеона с момента его появления в политике), баронесса Анна де Сталь писала жене Михаила Илларионовича Кутузова, с которой была дружна, письмо, в котором прозрачно намекала, что хотела бы стать женой генерала Милорадовича : «Боже мой, как завидую я Вам, я не знаю судьбы более прекрасной, чем быть женой великого человека! Будьте так добры, сказать генералу Милорадовичу, что я готовлю ему лавровый венок, как достойному сподвижнику своего полководца. Тысячу приветствий»[15].
- Богатейшая невеста России, молодая красавица графиня Орлова-Чесменская подарила Милорадовичу семейную реликвию — осыпанный бриллиантами меч её отца, тот самый меч, которым Екатерина II наградила Алексея Орлова за великую победу русского флота в Чесменском сражении.

Около 1820 года был увлечен Ольгой Потоцкой (которая была дочерью знаменитой греческой авантюристки Софии Потоцкой), но к браку его ухаживания не привели.
В апреле 1821 Милорадович был назначен на должность президента Театрального комитета России. В этой должности он инспектировал театры и театральные училища. Вероятно в 1821 году он познакомился с ведущей балериной Большого театра Катенькой Телешевой (1804 года рождения), которая была моложе графа на 33 года. Её называли «любимая актриса императорских театров», а за покровительство Милорадовича стали называть «закулисной султаншей». В Телешову был влюблён поэт Грибоедов. К этому периоду относится скандальное происшествие, когда Милорадович (как президент Театрального комитета России) вызвал к себе балерину Анастасию Новицкую, от которой потребовал прекратить претендовать на те же роли, что и Телешева. Вскоре Новицкая умерла, а современники связывали её кончину с нервным потрясением от разговора с Милорадовичем.

Милорадович предложил ей раз и навсегда прекратить борьбу с Телешовой под страхом быть посаженной в смирительный дом. Этот разговор так потряс впечатлительную артистку, что у неё началось тяжелое нервное расстройство. Тем временем слухи об этом происшествии стали распространяться по городу и дошли до царского двора. Милорадовичу было указано на неуместность его поведения. Решив исправить дело, он отправился с визитом к уже поправлявшейся артистке. Услышав о приезде генерал-губернатора и не зная причины его посещения, Новицкая пришла в такой ужас, что у неё случился припадок. Усилия врачей не смогли вернуть здоровья больной, которая вскоре после этого скончалась.— Ю. А. Бахрушин. «История русского балета», 1965.
В роковой день 14 декабря 1825 года Милорадович в середине дня заехал на квартиру к Телешовой с подарками (она квартировала в доме, где жил директор Большого театра и многие актёры), но через 15 минут за ним прискакал вестовой; Милорадович отправился на Сенатскую площадь убеждать декабристов, где был смертельно ранен.
В службе:
- 16 октября 1780 года — подпрапорщиком;
- 4 августа 1783 года — сержантом;
- 4 апреля 1787 года — прапорщиком;
- 1 января 1788 года — подпоручиком;
- 1 января 1790 года — поручиком;
- 1 января 1792 года — капитан-поручиком;
- 1 января 1796 года — капитаном;
- 16 сентября 1797 года — полковником, в л.-гв. Измайловском полку;
- 27 июля 1798 – произведен в генерал майоры с назначением шефом Апшеронского мушкетерского полка.
- 8 ноября 1805 года — за отличие против неприятеля и многократные заслуги произведён в генерал-лейтенанты;
- 29 сентября 1809 года — за отличие — в генералы от инфантерии;
- 5 декабря 1809 года — вновь назначен шефом Апшеронского мушкетёрского полка;
- 30 апреля 1810 года — поручена должность Киевского военного губернатора;
- 14 сентября 1810 года — по прошению уволен от службы, с мундиром;
- 20 ноября 1810 года — принят по-прежнему в службу, с назначением шефом Апшеронского пехотного полка;
- 12 декабря 1810 года — назначен Киевским военным губернатором;
- в 1812 году — во время вступления неприятеля в Россию, находился, по Высочайшему повелению, в Калуге, где поручено формирование отряда войск в 15 тыс. человек для действующей армии между Калугой, Волоколамском и Москвой, с коим, по приказу главнокомандующего, и прибыл к армии в г. Гжатск 14 августа 1812 года;
- 15 мая 1814 года — назначен командующим пешим резервом действующей армии;
- 14 ноября 1814 года — командующим гвардейским корпусом;
- 19 августа 1818 года — Санкт-Петербургским военным генерал-губернатором.

В походах был:
- 1788 и 1790 годы — в Шведском;
- 1798—1799 годы — в Итальянском походе и участвовал в сражениях: 14 апреля 1799 года, под Лекко, при чём за отличие награждён орденом Св. Анны 1 кл.; 17 — под с. Вердериею, при сдаче атакованного французского генерала Серюрье и бывшего с ним войска; 1 мая, под Кассано и Писетой, где за отличие награждён орденом Св. Иоанна Иерусалимского; 7 и 8 июня при р. Тидоне и р. Треббии, а 9 и 10 — при преследовании отступающего неприятеля; за оказанное здесь отличие награждён звездой и крестом ордена Св. Анны, украшенным алмазами; с 4 по 11 июля, при осаде и бомбардировании Александрийской цитадели; 4 августа при г. Нови, а 5 — при преследовании неприятеля; за отличие награждён орденом Св. Иоанна Иерусалимского с бриллиантами; в сентябре, командуя авангардом, прошёл в Швейцарию через Альпийские горы и 13—15 сентября имел дела с неприятелем в Сен-Готардском проходе, у Чёртова моста; 19 — участвовал в сражении при с. Муттентале и за отличие награждён орденом Св. Александра Невского;
- 1805 год — 15 августа, вступил в австрийские владения и участвовал в сражениях против французских войск: 24 октября при Амштетене; 30 — при г. Штейне; за отличие награждён орденом Св. Георгия 3 кл. и 8 ноября произведён в генерал-лейтенанты; 20 ноября при Аустерлиц;
- в 1806 и 1807 годы — участвовал в турецкой войне и был в сражениях: 11 декабря при с. Глоденях; 13 — при г. Бухаресте; 1807 г. 5 марта, при завладении неприятельскими шанцами при с. Турбате; 6 — при вылазке неприятеля из Журжи; 19 — при нанесении поражения неприятелю, сделавшему сильную вылазку из Журжи; за оказанное в этих сражениях отличие награждён орденом Св. Владимира 2 ст. большого креста; 2 июня участвовал в поражении неприятельского корпуса при с. Обилешти, за что награждён шпагой, украшенной алмазами, с надписью «за храбрость и спасение Бухареста»;
- в 1812 году — во время вступления неприятеля в Россию, находился, по Высочайшему повелению, в Калуге для формирования войск; 14 августа того же года, по приказание главнокомандующего, прибыл с 15 000 сформированных войск в г. Гжатск и 26 — был в генеральном сражении при Бородине, где командовал правым крылом и центром армии; потом ему поручен был арьергард, с которым он 29-го одержал победу над французским авангардом; с 2 по 22 сентября, командуя арьергардом, он, кроме повседневных сшибок, имел несколько значительных сражений, из коих главные при сс. Красной Пахре, Чирикове и д. Чернишной; 6 октября в сражении при Тарутине командовал всею кавалерией; 12 — участвовал в сражении при Малоярославце; 22 — предупредив отступавшую французскую армию, фланговым маршем у г. Вязьмы разбил 50 тыс. неприятельских войск; 26 — был при взятии г. Дорогобужа, откуда с вверенным ему корпусом следовал косвенным маршем мимо Смолснека к Красному, где корпусом, ему вверенным, при содействии других войск, 3, 4 и 6 ноября поражены вице-король Итальянский и маршал Даву и разбит совершенно маршал Ней; по прибыли армии в г. Вильну, он из собственных рук государя императора награждён орденом Св. Владимира 1 ст. и Св. Георгия 2 кл.;
- 1813 год — в начале года, когда войска российские перешли за. Неман, он следовал к Варшаве и занял её, за что получил право быть при особе Его Императорского Величества и носить на эполетах вензеля, и 10 000 рублей; за тем войска, бывшие под его командой, осадили Глогау в Силезии; по вступлении войск в Саксонию, он занял Дрезден; 21 апреля после Люценского сражения поручено было ему командование арьергардом, и с этого числа по 11 мая имел несколько больших сражений с превосходным в силе неприятелем; 7 и 8 мая он был в генеральном сражении при г. Бауцене, где командовал левым крылом всей армии; 9 — имел большое сражение при Рейхенбахе; 10 — между Рейхенбахом и Герлицем; в награду за победы во всех этих сражениях пожалован в графское достоинство Российской империи; 18 августа находился в сражении при Кульме, за которое награждён золотой шпагой с лаврами и надписью «за храбрость», и 50 000 руб.; 6 октября при Лейпциге командовал л.-гвардией и награждён орденом Св. Андрея Первозванного;
- в 1814 году — в походе за Рейном, находился в сражениях: при Бриенне, Фершампенуазе и при взятии Парижа, начальствуя всеми гвардиями союзных войск.

Смертельно ранен в Санкт-Петербурге 14 (26) декабря 1825 года (умер 15 (27) декабря 1825 года).

## Награды
- Орден Святой Анны 1-й степени (14 мая 1799, за отличие при Лекко)
- Орден Святого Иоанна Иерусалимского, командорский крест (6 июня 1799, за отличие при Басиньяно)
- Алмазные знаки к Ордену Святой Анны 1-й степени (13 июня 1799, за отличие при Треббии)
- Алмазные знаки к Ордену Святого Иоанна Иерусалимского (20 сентября 1799, за отличие при Нови)
- Орден Святого Александра Невского (29 октября 1799, за отличие в Швейцарии)
- Орден Святого Георгия 3-й степени (12 января 1806, за отличие в кампанию 1805 года)
- Орден Святого Владимира 2-й степени (16 марта 1807, за отличие против турок)
- Золотая шпага с алмазами и надписью «За храбрость и спасение Букарешта» (23 ноября 1807)
- Алмазные знаки к Ордену Святого Александра Невского (26 августа 1812, за отличие при Бородино; Высочайший рескрипт 15 октября 1817)
- Орден Святого Георгия 2-й степени (2 декабря 1812, за отличие в кампанию текущего года)
- Орден Святого Владимира 1-й степени (2 декабря 1812, за отличие в кампанию текущего года)
- Императорский вензель на эполеты (9 февраля 1813, за занятие Варшавы)
- Титул графа Российской империи (1 мая 1813, за отличия в сражениях в апреле — мае)
- Золотая шпага с лаврами (1813, за отличие при Кульме)
- Орден Святого Андрея Первозванного (8 октября 1813, за отличие под Лейпцигом)
- Знак отличия Военного ордена (8 октября 1813, за отличие под Лейпцигом)
- серебряная медаль «В память Отечественной войны 1812 года»
- бронзовая медаль «В память Отечественной войны 1812 года»
- Алмазные знаки к Ордену Святого Андрея Первозванного (30 августа 1821)

Иностранные
- Орден Святых Маврикия и Лазаря, большой крест (Сардинское королевство, 1799)
- Военный орден Марии Терезии, командорский крест (Австрия, 1799)
- Австрийский орден Леопольда, большой крест (Австрия, 1813)
- Орден Чёрного орла (Пруссия, 1814)
- Орден Красного орла 1-й степени (Пруссия, 1814)
- Кульмский крест (Пруссия, 1816)
- Военный орден Максимилиана Иосифа, большой крест (Бавария, 1814)
- Орден Верности, большой крест (Баден, 1814)

## Адреса

Памятник М. А. Милорадовичу в Санкт-Петербурге

- В Киеве — Губернаторский дворец (1810—1812)
- В Санкт-Петербурге — Большая Морская улица, 38 (1824 — 14 декабря 1825)

## Память

### В литературе
Поэт Фёдор Глинка, служивший под началом Милорадовича, в 1812—1816 годах написал о нём несколько стихотворений.

### Памятник
4 декабря 2015 года в Петербурге у Московских ворот был открыт первый в России памятник графу М. А. Милорадовичу. Скульптор — А. С. Чаркин, архитектор — Ф. К. Романовский.

### В нумизматике
В 2012 году Центральным банком Российской Федерации была выпущена монета (2 рубля, сталь с никелевым гальваническим покрытием) из серии «Полководцы и герои Отечественной войны 1812 года» с изображением на реверсе портрета генерала от инфантерии М. А. Милорадовича.

### В филателии

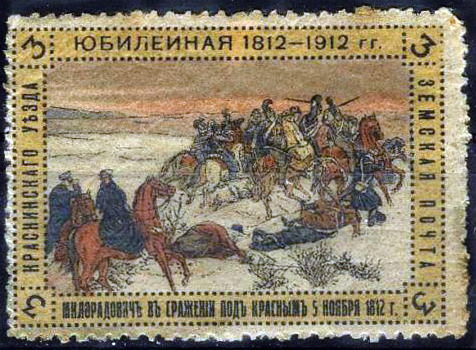
Милорадович в сражении под Красным.

В 1912 году была выпущена юбилейная земская марка Краснинского уезда, посвященная 100-летию участия Милорадовича в Сражении под Красным.

### В кино
В кино роль Милорадовича исполняли:
- «Суворов» (1940) — Николай Арский.
- «Звезда пленительного счастья» (1975) — Дмитрий Шипко.
- «Граф Монтенегро» (2006) — Александр Домогаров.
- «Дело декабристов» (2016) — Андрей Благословенский.
- «Союз спасения» (2019) — Александр Домогаров.

### В музыке
- В. Халилов — марш «Генерал Милорадович».

### В Русской императорской армии
с 26 августа 1912 года — имя генерала графа Милорадовича стал носить 38-й пехотный Тобольский полк.

## Комментарии
1. ↑  В 1937 году прах был перенесён в Благовещенскую усыпальницу
2. ↑  Относительно роли Милорадовича в событиях междуцарствия в литературе сформулировано несколько теорий заговора. Они изложены в статье Междуцарствие 1825 года.